# Belfaux
Belfaux (Bifou  en patois fribourgeois ; Gumschen en allemand) est une localité et une commune suisse du canton de Fribourg, située dans le district de la Sarine.

## Histoire
La commune de Belfaux est issue de sa fusion en 1977 avec Cutterwil, puis en 2016 avec Autafond.
L'histoire de Belfaux fait l'objet de diverses recherches et publications du Groupe de recherches historiques de Belfaux.

## Géographie
Belfaux mesure 888 ha. 14,6 % de cette superficie correspond à des surfaces d'habitat ou d'infrastructure, 53,7 % à des surfaces agricoles, 31,1 % à des surfaces boisées et 0,6 % à des surfaces improductives.
Située à 5 km de Fribourg, Belfaux est limitrophe de Corminbœuf, Givisiez, Grolley, La Sonnaz, Misery-Courtion, Prez, et Ponthaux.
La commune est traversée par deux ruisseaux. Le Tiguelet, traversant notamment aussi Givisiez et Corminboeuf, se jette dans la Sonnaz dans le village. La source de ce second cours d’eau se situe aux environs du Lac de Seedorf. Quatre kilomètres en aval de la rencontre des deux rivières, La Sonnaz termine sa route dans le Lac de Schiffenen, formé artificiellement avec l’eau de la Sarine.

## Population

### Gentilé
Les habitants de la commune se nomment les Belfagiennes et Belfagiens (lè Bifossî en patois fribourgeois).

### Démographie
Belfaux compte 3 470 habitants en 2023. Sa densité de population atteint 391 hab./km2.
Le graphique suivant résume l'évolution de la population de Belfaux entre 1850 et 2010 :

## Toponymie
Le premier document écrit mentionnant Belfaux en tant que Belfo est daté au 25 février 1138. L'étymologie de son nom est bellus fagus, joli hêtre, faisant penser qu'un arbre sacré aurait été vénéré à l'époque helvetoromaine. Son nom allemand, Gumschen, dérivant probablement de compitum, carrefour, est aujourd'hui extrêmement peu utilisé.

## Archéologie
Des fouilles archéologiques dans la gravière Sur-le-Ruz en 1911, ainsi qu'au Pré St-Maurice entre 1981 et 1986 ont permis de débusquer des artefacts de silex du Mésolithique (env. 6000 av. J.-C.), des puits et tombes de l'âge de fer (entre -750 et l'an 1) ainsi que des vestiges de l'époque romaines. Nous pouvons également noter des traces d'occupation remontant à l'âge de bronze (1300 av. J.-C.) grâce à des tessons de céramique. La découverte la plus importante consiste en un cimetière de plus de 1 300 tombes datant du VIe et du XVIIe siècle. Il est situé non loin des fondations d'une église mérovingienne, datée du VIe siècle, alors que la Chrétienté n'était qu'à ses débuts. A quelques mètres de là, environ 80 nouvelles tombes ont été trouvées sous une route en mars 2011 à la faveur d'un chantier pour l'installation d'un système de chauffage à distance. Le site archéologique du Pré St-Maurice est reconnu d'intérêt national.

## Transports publics

### Trains
Le système de transport public est desservi par deux lignes de trains régionaux. La gare Belfaux CFF se situe sur la Ligne de la Broye transversale des CFF (Ligne S30 du RER Fribourg). La gare Belfaux-Village est, quant à elle, sur la ligne régionale des TPF Fribourg − Morat − Neuchâtel (Lignes S20 et S21 du RER Fribourg). Elle a été rénovée entre juillet 2014 et décembre 2015 afin de respecter les normes de la loi fédérale sur l'égalité pour les personnes avec handicap.

### Bus
Les lignes 544 et 545 du réseau de bus des TPF liant Gletterens et Courtepin à Fribourg desservent la commune avec trois arrêts (Belfaux Cutterwil, Belfaux, Château-du-Bois et Belfaux, Laiterie). Le dernier nommé a été déplacé de 250 m direction Grolley/Misery et se nomme depuis 2020 Belfaux, Arsenal pour les bus circulant dans cette même direction. Rien n'a changé pour le trafic à destination de Fribourg.
Depuis décembre 2019, la ligne 542 des TPF, reliant La Corbaz à Chésopelloz, est une nouvelle alternative pour les Belfagiens, avec des arrêts à Belfaux, route de Lossy et Belfaux CFF, gare.
De plus, les lignes N1 et N13 de l'offre nocturne des TPF passent également à Belfaux. La première compte des arrêts aux deux gares ainsi qu'à l'Arsenal, la seconde à Belfaux-Village, à l'Arsenal et au Château-du-Bois.

## Patrimoine bâti

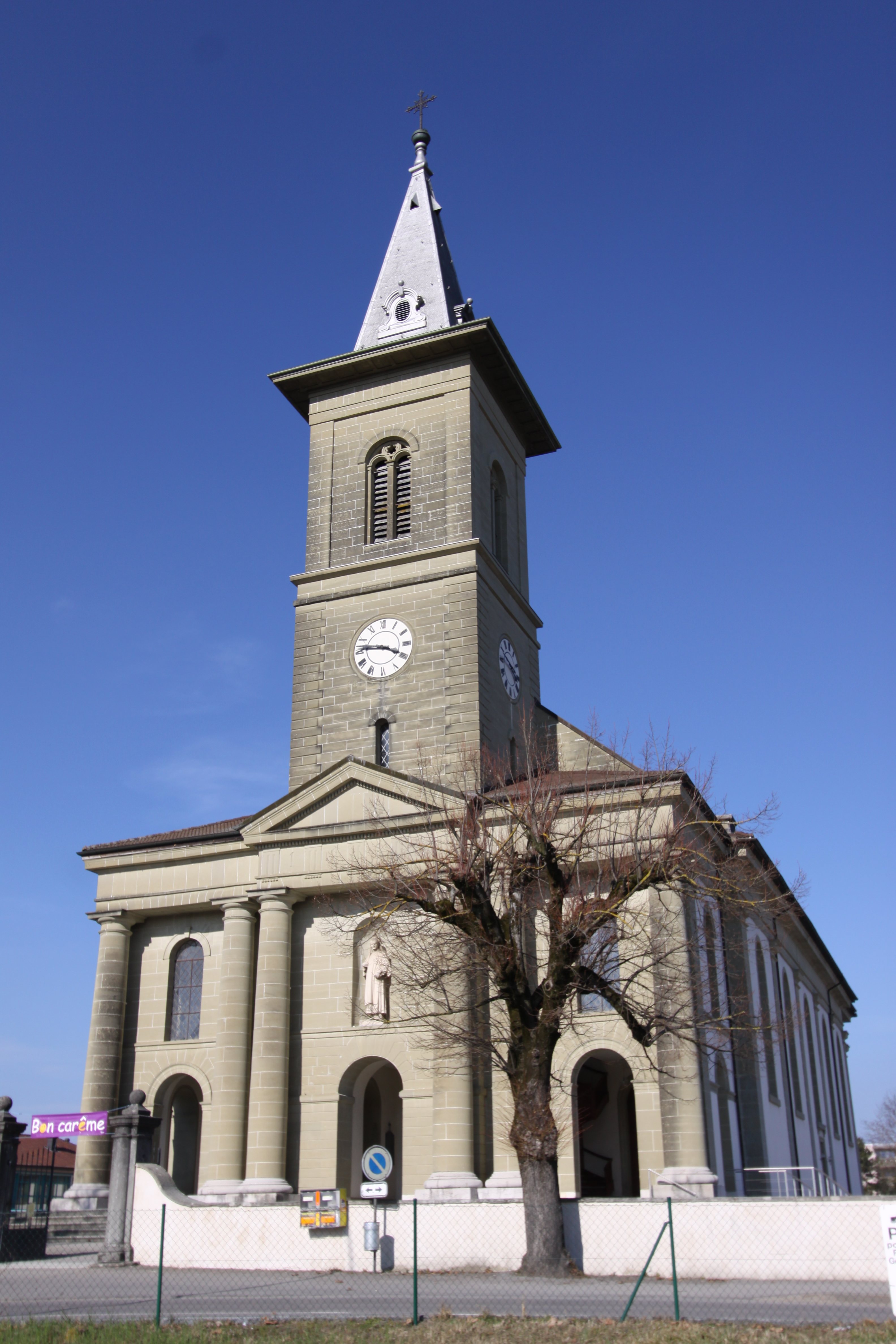
L'église Saint-Étienne de Belfaux en mars 2011

- L'église Saint-Étienne a été bâtie en 1842-1852 par l'architecte Joseph Fidel Leimbacher et restaurée en 1983-1987. Cette église catholique est l'une des plus vastes du canton de Fribourg et l'une des plus importantes églises néo-classiques de Suisse[5], si bien qu'elle est classée monument d'intérêt national. De plus, dans le canton de Fribourg, seule la cathédrale Saint-Nicolas de Fribourg la dépasse en termes de hauteur. Vers 1440, le grand crucifix présent dans un précédent édifice avait miraculeusement survécu à un terrible incendie, attirant de très nombreux pèlerins. Des travaux de rénovation du clocher se sont achevés en février 2019. L'une des entreprises d'artisans impliquées avait inscrit « Avec nous, les toits du Seigneur sont impénétrables » sur les échafaudages.
- Le manoir de Gady, dit château du Bois (route de la Rosière 50). Édifice du deuxième tiers du XVIIIe siècle, avec vaste toiture Mansart. De 1836-1848, maison de campagne du pensionnat des Jésuites, avec création d'un lac pour la baignade et les joutes nautiques[5].
- Le pensionnat des sœurs de Saint-Charles de Lyon (route de la Rosière 52), construit en 1908-1911 par le bureau d'architectes Broillet et Wulfleff. Abrite un foyer d'accueil pour les filles-mères de 1907 à 1957[5].
- Le manoir de Lantenheid, dit La Forge (route du Centre 35). Bâtiment attesté en 1527 et réaménagé en 1603 pour l'avoyer colonel Jean de Lantenheid. Transformations et rénovation de l'aile nord en 1794 pour le marchand Étienne Gendre. Restaurations exemplaires entre 1976 et 1995. Cet édifice exceptionnel, lié à l'industrie du drap, était propriété de l'une des plus importantes figures de l'histoire fribourgeoise[5].
- La laiterie-fromagerie Heimatstil, bâtie en 1909 sur le modèle de Selzach. L'édifice aurait abrité la première chaudière à vapeur de Suisse romande[5]. La laiterie de Belfaux est connue bien au-delà des frontières cantonales.
- Le manoir de Buman (route du Centre 18). Cet édifice très représentatif du manoir fribourgeois a été construit sans doute vers 1750 pour François-Joseph de Gady ; il est propriété de la famille de Buman entre 1828 et 1919. La reddition des Fribourgeois au général Guillaume-Henri Dufour a été signée dans cette maison le 14 novembre 1847[5].
- L'auberge du Mouton, attestée au XVIe siècle, incendiée en 1755, l'imposant volume du bâtiment témoigne du succès de l'auberge à l'époque des pèlerinages du XVIIIe siècle[5].
- Le château de Belfaux (chemin du château 2). Construit en 1766 pour la famille de Montenach, il appartient un temps à la marquise de Créquy (1791-1796). Ensuite, en 1797, les de Montenach vendent la propriété à la famille d'Affry (Charles, Louis) et, par alliance, de Diesbach. Le château passe à la famille Goeldlin et de Müller en 1880, Wassmer en 1983, et enfin aux familles Rentsch et Gerber en 2008. Le parc contient une chapelle, un jardin français, un pavillon de chasse, un étang et des fontaines avec leur propre source. Dans les annexes se trouvent une écurie, une volière, une orangerie et une grange[6],[7]

## Sport
- Le Club Athlétique de Belfaux, créé en 1958 compte plus de 400 membres dans la région. Il est ouvert aux enfants dès 3 ans, et jusqu'à 77 ans[8]. Audrey Werro en est la plus importante représentante.
- Le Volleyball Club Belfaux compte parmi les plus grands du canton de Fribourg. Il a beaucoup évolué depuis sa création en 1980 et joue en 2023 avec trois équipes féminines (D2, D3 et D4), deux équipes masculines (H2 et H3), ainsi que de trois équipes juniors[9].
- L'Étoile Sportive Belfaux est un club de football formé en 1948. Vainqueur de la Coupe fribourgeoise en 1998, il compte actuellement une équipe en 2e ligue, une en 5e ligue, cinq équipes juniors, une équipe féminine et une équipe séniors[10].
- La Société de tir à 300 m de Belfaux, qui se surnomme les Patriotes des bords de La Sonnaz, a été fondée en 1895[11].
- Le HC Belfaux fait partie de l'Association Fribourgeoise de Hockey-sur-Glace[12],[13].

## Personnalités
Belfaux a donné quelques personnalités internationales, nationales et cantonales (par ordre alphabétique) :
- Alain Berset, secrétaire général du Conseil de l'Europe (depuis 2024), ancien membre du Conseil fédéral (2012-2023) et ancien président de la Confédération suisse (2018 et 2023) ;
- Léonard de Raemy (1924-2000), photographe et membre fondateur des agences de presse Gamma et Sygma ;
- Hubert Lauper (1944-2024), préfet du district de la Sarine de 1976 à 1996 et conseiller national de 1995 à 2003 ;
- Félicien Morel, membre du Conseil national (1975-1983), membre du Conseil d'État fribourgeois (1981-1996) ;
- Jules Repond (1853-1933), avocat, homme politique, écrivain et commandant de la Garde suisse pontificale au Vatican entre 1910 et 1921 ;
- Lauriane Sallin, Miss Suisse de novembre 2015 à mars 2018, habitante de Belfaux. Elle compte le plus long règne de l'histoire de la compétition.